# Ole Marquardt
Ole Marquardt (* 11. März 1948 in Sønderborg) ist ein dänischer Historiker.

## Leben
Ole Marquardt ist der Sohn des Kapitäns und Reeders Carl Marquardt († 1979) und seiner Frau Karla Julie Marcussen († 1993).
Er besuchte die Staatsschule in seiner Heimatstadt Sønderborg, die er 1967 mit der Hochschulreife abschloss. Anschließend studierte er Geschichte an der Universität Aarhus und wurde 1972 cand.phil. und 1975 lic.phil. Er war anschließend als Hochschullehrer an der Universität tätig, bis er 1988 nach Grönland zog, wo er Lektor und Leiter am Institut für Kultur- und Gesellschaftsgeschichte am Ilisimatusarfik wurde. Von 1990 bis 1992 war er Prorektor der Universität. 1999 wurde er zum Rektor ernannt und war als solcher bis 2008 im Amt, bevor er noch bis zu seiner Pensionierung 2015 als Lektor an seinem Institut fortsetzte.
Von 2000 bis 2010 war Ole Marquardt französischer Honorarkonsul in Grönland, wofür er zum Ritter des Ordre national du Mérite ernannt wurde. Daneben hatte er zahlreiche Ämter im wissenschaftlichen Bereich inne: Von 1999 bis 2002 war er Vorstandsmitglied der Nordisk Forskerutdanningsakademi von 1999 bis 2001 vom Council for the University of the Arctic. Von 1999 bis 2005 war er Mitglied und ab 2000 Leiter der Übergangsleitung des neuen Campus (Ilimmarfik) des Ilisimatusarfik. Von 2000 bis 2004 war er Vorsitzender der Kommission für Wissenschaftliche Untersuchungen in Grönland sowie Aufsichtsratsmitglied des Dansk Polarcenter. Von 2000 bis 2012 war er Mitglied des Leitungskomitees der International Ph.d. School for the Study of Arctic Societies. Von 2005 bis 2008 war er Mitglied von Nordforsk, dem Forschungsforum des Nordischen Ministerrats.
Ole Marquardt hat zu Geschichte, Geschichtstheorie, Ideengeschichte, Marxismus und zur sozioökonomischen und demografischen Geschichte Grönlands geforscht.

## Werke (Monografien)
- 1974: Konjunkturforløb og klassebevidsthed
- 1975: Nogle problemer om forholdet mellem væsenslogik og omfangslogik (mit Hans-Jørgen Schanz und Peer E. Sørensen)
- 1976: En kommentar til samfundsmæssiggørelsesbegrebet, og dettes betydning for forholdet imellem "logik" og historie
- 1985: Marxismens grundbegreber
- 1987: Dannelse til myndighed. Om den herredømmefrie kommunikation hos Jürgen Habermas
- 1999: From sealing to fishing. Social and economic change in Greenland 1850–1940 (mit Poul Holm und David John Starkey)
- 1999: Mémoire et histoire / Memory and history (mit François Trudel)
- 2011: Fra vild til verdensborger (mit Ole Høiris)
- 2012: Naboer i Nordatlanten. Færøerne, Island og Grønland. Hovedlinjer i Vestnordens historie gennem 1000 år (mit Jón Th. Thór, Daniel Thorleifsen und Andras Mortensen)
- 2016: Grønland i tal. Kilder og cases gennem 300 år (mit Jørgen Fink und Klaus Georg Hansen)
- 2019: Grønlændernes syn på Danmark. Historiske, kulturelle og sproglige perspektiver (mit Ole Høiris und Gitte Adler Reimer)